# Stati Federati di Micronesia
Gli Stati Federati di Micronesia, conosciuti semplicemente anche come Micronesia, sono uno Stato insulare dell'Oceania.
Sono situati nella parte centrale e orientale delle Isole Caroline, fra le Isole Marianne a nord, le Isole Marshall e Kiribati a est, Papua Nuova Guinea e Nauru a sud e Palau a ovest. Gli Stati che formano la federazione sono, da ovest a est, Yap, Chuuk, Pohnpei e Kosrae.
La lingua ufficiale è l'inglese; le lingue locali sono usate dai singoli Stati della nazione.

## Storia

### I primi abitanti
Le prime popolazioni ad abitare le isole vennero presumibilmente dall'Insulindia 4 000 anni fa, approdando prima sull'isola Yap, e poi colonizzando le altre. La prima forma di governo fu il regno della dinastia Saudeleur. Questa dinastia dominò dal 500 al 1450 a Pohnpei, realizzando la città megalitica e anfibia di Nan Madol.

### La colonizzazione occidentale
I primi colonizzatori occidentali a visitare le isole furono i portoghesi prima, e poi gli spagnoli nel XVI secolo, quando vi imposero la propria sovranità inglobandole nelle Indie orientali spagnole. Vendute ai tedeschi nel 1899, entrarono a far parte dell'Impero coloniale tedesco. Nel 1914 passarono all'Impero giapponese fino alla seconda guerra mondiale, quando passarono sotto il controllo degli Stati Uniti d'America. Nella laguna di Chuuk, a seguito dell'Operazione Hailstone, avvenne una delle più importanti battaglie navali della guerra del Pacifico, in cui vennero distrutti numerosissimi aerei e navi nipponici.
Gli USA le amministrarono con mandato delle Nazioni Unite dal 1947 come parte del Territorio fiduciario delle Isole del Pacifico. Il 10 marzo 1979, quattro dei distretti del Territorio fiduciario ratificarono una Costituzione che portò alla nascita degli Stati Federati di Micronesia. Palau, le Isole Marshall, e le Isole Marianne Settentrionali scelsero di non aderire. Il 3 novembre 1986, gli SFM firmarono il Trattato di Libera Associazione (COFA) con gli USA, il quale fu poi rinnovato nel 2003.

### Origine del nome
La nazione deve il suo nome al fatto di essere una federazione, cioè composta da più Stati associati tra loro, e dalla regione geografica in cui si trova: la Micronesia. Questa regione fu così chiamata dal francese Jules Dumont d'Urville intorno al 1830 in quanto composta da migliaia di piccole isole. La parola micronesia deriva dal greco antico μικρος (piccolo) e νησος (isola).

## Geografia

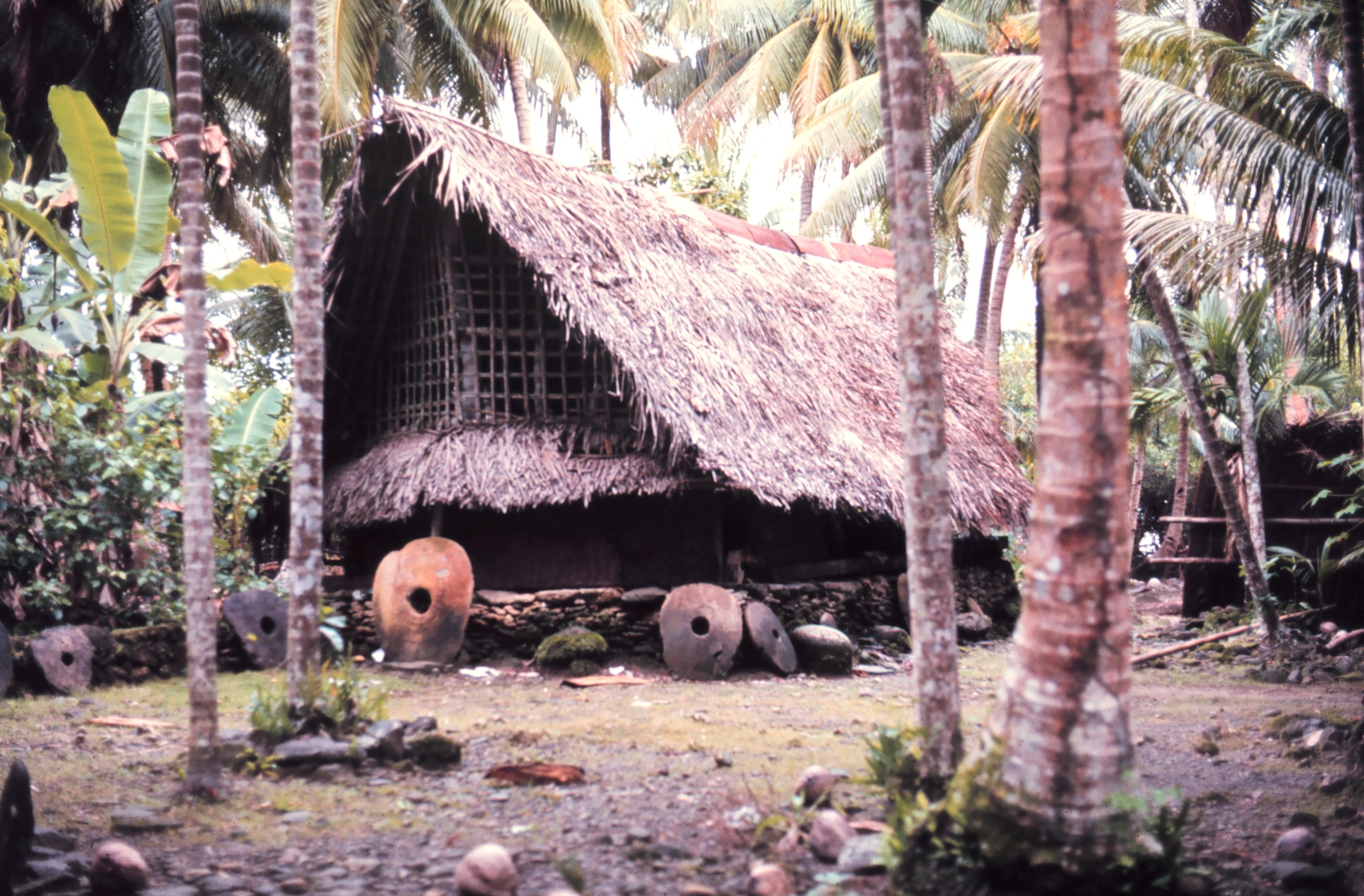
Tipica abitazione di Yap

### Morfologia
Gli SFM sono situati nella Micronesia, una regione dell'Oceania, e sono composti da 607 isole sparse da est a ovest per circa 2 900 chilometri su una superficie oceanica di oltre due milioni e mezzo di chilometri quadrati. La maggioranza sono atolli e solo alcune isole sono di origine vulcanica. Le numerosissime isolette degli atolli hanno piccole dimensioni e una assenza di rilievi montuosi, tranne per alcune delle isole Chuuk. Le poche isole non appartenenti ad atolli hanno le cime montuose più alte della nazione. L'isola Kosrae ha i monti Matanti (593 m) e Finkol (634 m), Yap il monte Tabiwol (178 m) e Pohnpei i monti Nahnalaud (782 m) e Totolom (760 m).

### Idrografia
Vista la morfologia dello Stato, i fiumi (presenti esclusivamente su Pohnpei e su Kosrae) hanno piccole dimensioni e sono poco numerosi.
Su Kosrae i tre piccoli corsi d'acqua hanno formato le cascate Sipyen, Cascade e Saolong. Su Pohnpei scorre il torrente Nanpil caratterizzato dalla cascata Liduduhniap Twin e altri 41 piccoli corsi d'acqua.

### Clima
Il clima è tropicale, caratterizzato da precipitazioni notevoli per tutto l'arco dell'anno, specialmente sulle isole orientali. Il paese è spesso colpito da potenti tifoni, in particolare da giugno a dicembre.

## Popolazione
La maggioranza della popolazione è micronesiana, composta dai vari gruppi etno-linguistici. Molti micronesiani hanno in parte origine giapponese, risultato di matrimoni misti nel periodo coloniale nipponico.

### Demografia

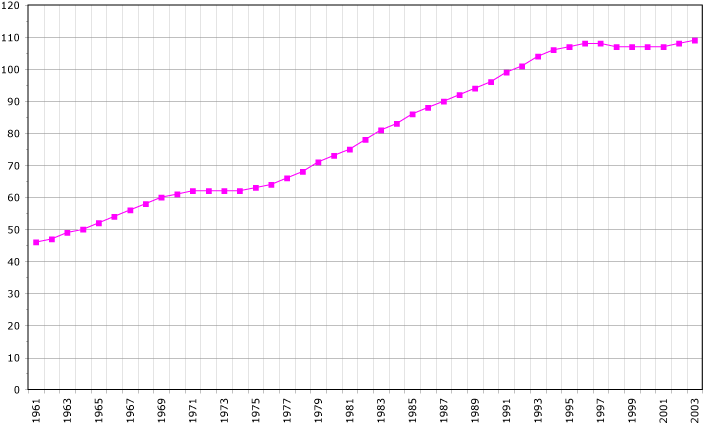
Evoluzione demografica degli SFM dal 1961 al 2003

Gli SFM hanno una popolazione stimata di 99 603 (2024) abitanti, per una densità di popolazione pari a 158,1 abitanti per km². I tassi di fecondità e natalità sono molto alti, generando così una elevata crescita naturale; tuttavia la forte emigrazione (verso Palau, Guam e USA principalmente) ha portato a una diminuzione della popolazione nei primi anni del XXI secolo. Sono consistenti i flussi migratori dalle isole minori (come gli atolli), verso isole più grandi con maggiori opportunità di lavoro, come Chuuk e Pohnpei.
Struttura per età (2008)
- 0-14 anni: 35,3% (maschi 19 344/femmine 18 687)
- 15-64 anni: 61,8% (uomini 33 142/donne 33 389)
- oltre i 65 anni: 2,9% (uomini 1 320/donne 1 783)

Tasso di crescita della popolazione
−0,343% (2012)
Natalità
27,09 nati/1 000 abitanti (2000)
Mortalità
5,95 morti/1 000 abitanti (2000)
Tasso di migrazione netta
−11,65 immigranti/1 000 abitanti (2000)
Mortalità infantile
33,48 morti/1 000 nati vivi (2000)
Aspettativa di vita
totale: 68,63 anni; maschi: 66,67 anni; femmine: 70,62 anni (2000)
Tasso di fertilità
3,3 nati/donna (2013)

### Etnie
- Chuukesi 48,8%
- Pohnpeiani 24,2%
- Kosraesi 6,2%
- Yapesi 5,2%
- Di altre isole di Yap 4,5%
- Asiatici 1,8%
- Polinesiani 1,5%
- Altri 6,4%
- Non classificati 1,4%

### Religione
- Cattolici 50%
- protestanti 47%
- altre 3%

### Lingue

#### Lingua ufficiale
- Inglese (lingua ufficiale degli SFM)

#### Lingue native
- chuukese
- kosrae
- pohnpeiano, yapese
- ulithiano

#### Dialetti (secondo la classificazione di Ethnologue)
- woleaiano
- nukuoro
- kapingamarangi
- pingelapese
- ngatikese, satawalese
- polowatese
- mokilese

## Ordinamento dello Stato

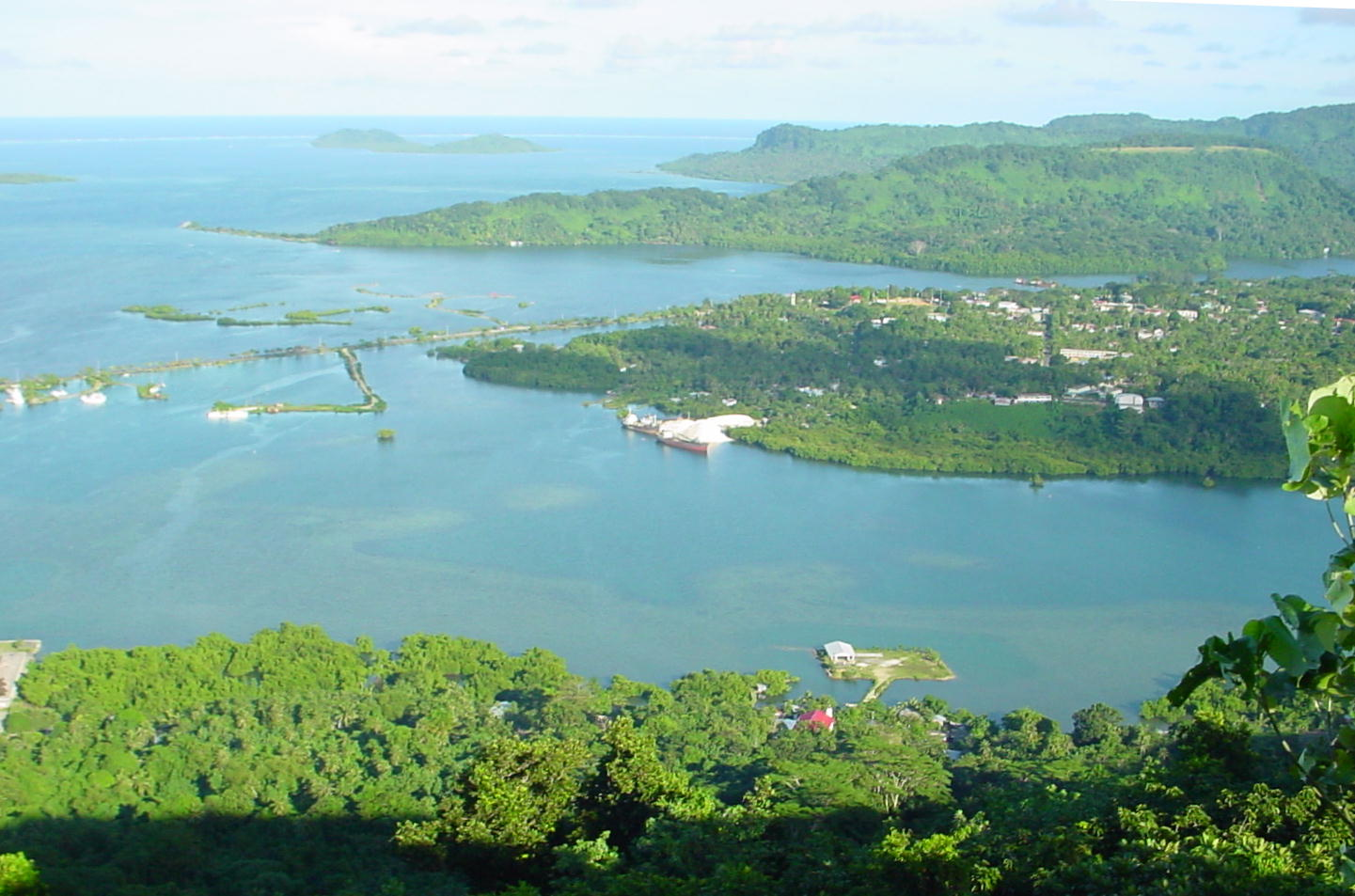
Veduta di Kolonia, l'ex capitale

### Bandiera
La bandiera degli Stati Federati di Micronesia è stata adottata il 30 novembre 1978. Il campo blu rappresenta l'Oceano Pacifico, mentre le quattro stelle rappresentano i quattro gruppi di isole della federazione: Chuuk, Pohnpei, Kosrae e Yap.

### Stemma
Lo stemma della repubblica riprende i simboli di quello del Territorio fiduciario delle Isole del Pacifico. Lo sfondo è per metà blu scuro e per metà celeste, riporta la dicitura Government of the Federated States of Micronesia, quattro stelle bianche, una palma su un'isoletta, il motto Peace, Unity, Liberty e l'anno 1979, data di ratificazione della costituzione.

### Suddivisioni amministrative
Gli Stati Federati di Micronesia sono composti da quattro Stati federati, ulteriormente suddivisi in distretti e in municipalità. Gli Stati sono:
| Bandiera        | Stato   | Capitale | Superficie | Popolazione | Densità     |
| --------------- | ------- | -------- | ---------- | ----------- | ----------- |
| Flag of Chuuk   | Chuuk   | Weno     | 127 km²    | 53 595      | 420 ab./km² |
| Flag of Kosrae  | Kosrae  | Tofol    | 110 km²    | 7 686       | 70 ab./km²  |
| Flag of Pohnpei | Pohnpei | Kolonia  | 346 km²    | 34 486      | 100 ab./km² |
| Flag of Yap     | Yap     | Colonia  | 118 km²    | 11 241      | 95 ab./km²  |

### Città principali
Le principali città, in base al censimento del 2000 sono:
- Weno, 13 802 abitanti
- Palikir, 7 321 abitanti
- Nett, 6 158 abitanti
- Kitti, 6 007 abitanti
- Kolonia, 5 000 abitanti

### Istituzioni
La Costituzione del 1979 garantisce la tutela dei diritti fondamentali dell'uomo e sancisce la separazione dei poteri. Il Congresso degli Stati Federati di Micronesia è l'organo legislativo; unicamerale, è composto da 14 membri eletti con voto popolare. Di essi, quattro (uno per ciascuno Stato federale) rimangono in carica per quattro anni; gli altri dieci (che rappresentano i vari distretti in base alla popolazione) per due anni. Il potere esecutivo è svolto dal Presidente degli Stati Federati di Micronesia e dal suo Vice Presidente, in carica per quattro anni. Vengono eletti dal Congresso fra i quattro senatori rappresentanti gli Stati federali. I loro seggi nel Congresso vengono poi riassegnati mediante elezioni speciali. Il presidente e il suo vice sono coadiuvati da un gabinetto. Il potere giudiziario è svolto dalla Corte Suprema.

#### Ordinamento scolastico
Secondo stime riferite al 1980, il tasso di alfabetizzazione della popolazione era pari all'89%. La spesa per l'istruzione si aggira intorno al 7,3% del PIL (2000). Nell'ambito dell'istruzione ricordiamo il College of Micronesia.

#### Sistema sanitario
La situazione sanitaria è discreta. Sulle principali isole sono presenti degli ospedali. Fra le malattie è da segnalare la presenza endemica di TBC ed epatite B.

#### Forze armate
Gli SFM non hanno un esercito regolare; la difesa è garantita, in base al trattato di libera associazione, dagli USA.

## Politica
Negli SFM non esistono partiti politici. In politica estera i rapporti con altri Stati sono pacifici. La nazione ha aderito alle seguenti organizzazioni internazionali: ACP, ADB, FAO, G-77, IBRD, ICAO, ICRM, IDA, IFC, IFRCS, IMF, ITU, OPCW, PIF, SPC, ONU, UNESCO, WHO, WMO.

## Economia
- Prodotto interno lordo: 460 milioni di $ (2023, stima);[15]
- PIL pro capite: 3 854$ (2018);[15]
- Tasso di crescita del PIL: 2,8% (2023);[16]
- Bilancia dei pagamenti (2003): 277 milioni di $
- Tasso di inflazione: 6,9% (2022);[17]
- Disoccupazione: N.D.
- Importazioni: 197 milioni di $;[18]
- Esportazioni: 71 milioni di $.[18]

Attività economiche principali sono l'agricoltura di sussistenza e la pesca.
Contrariamente ad altre isole della stessa regione geografica, sulle isole non si trovano molti giacimenti minerari, fatta eccezione per alcuni depositi di fosfati. Malgrado le potenzialità, la mancanza di strutture e la relativa lontananza geografica delle isole frenano il pieno decollo dell'industria turistica e, più in generale, di tutto il sistema economico dell'arcipelago.
La principale fonte di introiti è rappresentata dagli aiuti proveniente dagli Stati Uniti (1,3 miliardi di dollari tra il 1986 e il 2001) a seguito del Compact of Free Association esistente tra le due federazioni.

## Trasporti

### Aeroporti
Al 2007, gli SFM dispongono di sei aeroporti, la metà dei quali abilitati al traffico aereo internazionale: l'Aeroporto internazionale di Pohnpei, l'aeroporto Internazionale di Chuuk, l'aeroporto Internazionale di Kosrae, l'aeroporto internazionale di Yap, l'aeroporto di Ulithi e infine l'aeroporto di Ulul.

### Strade
La federazione dispone di una rete stradale lunga all'incirca 250 km, di cui quelle pavimentate sono meno del 20% (42 km). 

### Porti
Il porto principale è il porto di Tomil, situato nella parte sud-et dell'isola di Yap: da lì passa la quasi totalità del traffico commerciale micronesiano nonché i rifornimenti per l'isola e la nazione in generale.

## Ambiente
Gli SFM hanno una ricca varietà di flora e fauna. Per la tutela dell'ambiente sono state istituite undici Aree Marine Protette, tre Parchi Marini, una Riserva Marina, due Riserve Forestali, due Riserve di Caccia, una Riserva Forestale di Spartiacque, due Riserve, un'Oasi Naturale Marina, otto Oasi Naturali, un Monumento e quattro Zone di Conservazione.

## Cultura

### Arte

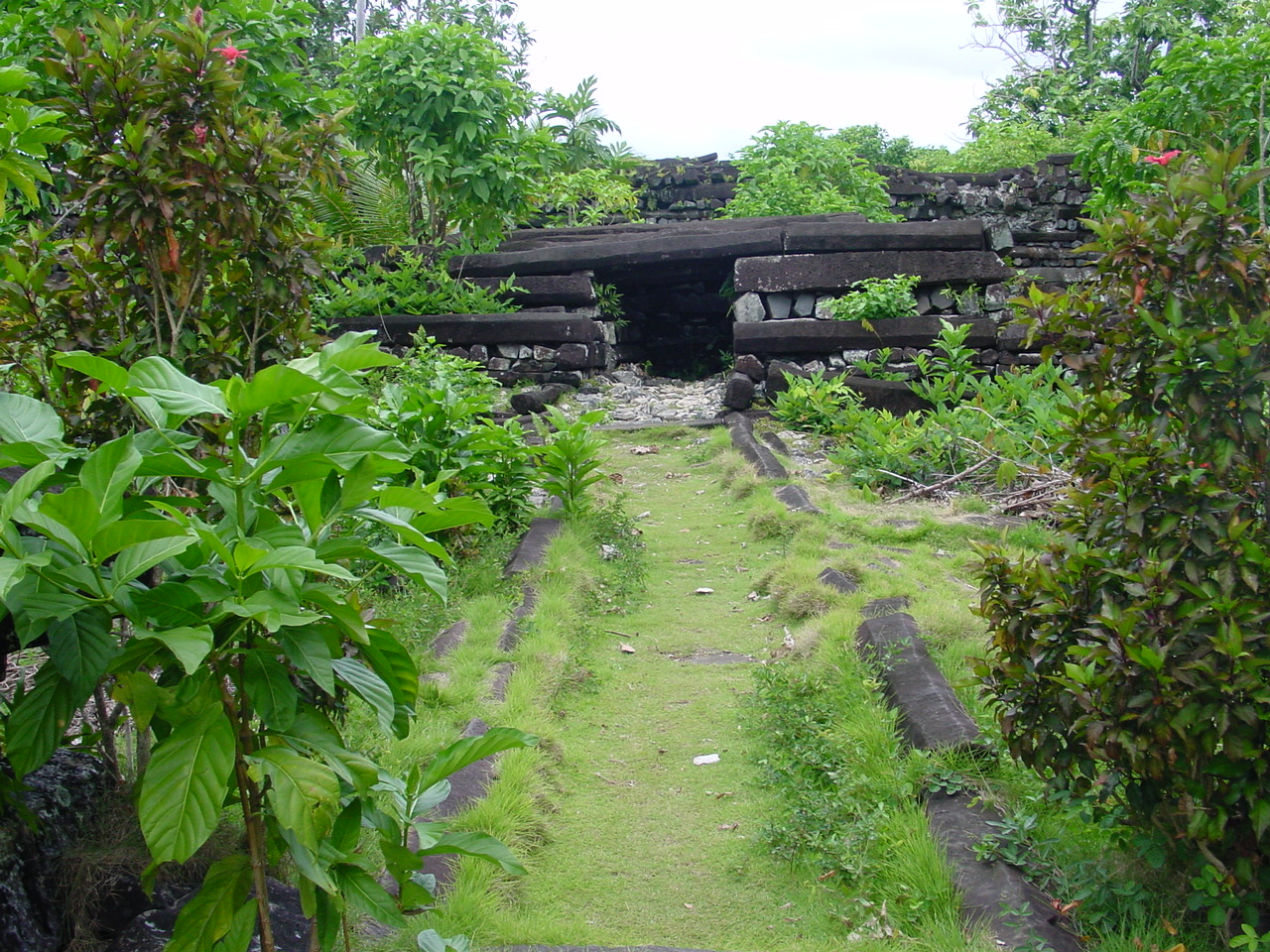
Rovine del complesso megalitico di Nan Madol

#### Aree archeologiche
- Rovine di Nan Madol a Pohnpei;
- Rovine di Lelu a Kosrae;
- Rovine di Menka a Kosrae.

### Patrimoni dell'umanità
Nan Madol: centro cerimoniale della Micronesia orientale; è stato il primo sito degli Stati Federati di Micronesia a essere iscritto, nel 2016, nella Lista dei patrimoni dell'umanità dell'UNESCO.

### Produzione letteraria
Le rovine di Nan Madol, su Pohnpei, hanno ispirato il Ciclo di Cthulhu, un romanzo fantastico dello scrittore Howard Phillips Lovecraft, il romanzo The Moon Pool, di Abraham Merritt e Deep Fathom di James Rollins. In ambito letterario spicca inoltre lo scrittore Luelen Bernart.

### Musica
La musica tradizionale degli SFM, come per le altre tradizioni, è diversa in ogni singolo Stato federato. Nel corso degli anni si sta evolvendo, influenzata da musica contemporanea, country e reggae. Particolare importanza sociale, riveste la danza tradizionale. A Yap si usa la danza dei bastoni a cui partecipano donne con bambini, o uomini con uomini, ma mai tutti insieme. A Chuuk la danza tradizionale è chiamata "danza della luce lunare" in cui uomini e donne ballano insieme e viene svolta solo durante la notte.

## Sport
- Gli Stati Federati di Micronesia parteciparono per la prima volta ai Giochi della XXVII Olimpiade con cinque atleti.[24]. Hanno partecipato nuovamente ai Giochi della XXVIII Olimpiade e a quelli della XXIX Olimpiade[25], ma non hanno mai vinto medaglie.
- Gli SFM hanno una nazionale di calcio.

## Tradizioni

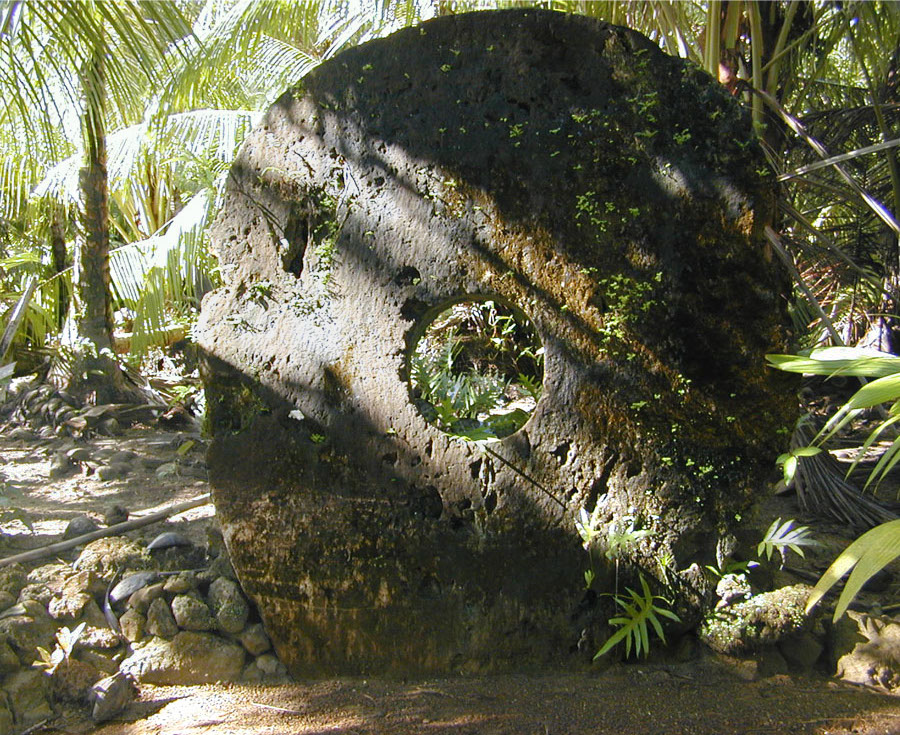
Una moneta di pietra (approssimativamente 2,4 m di diametro) presente nel villaggio Gachpar

Ognuno dei quattro Stati degli SFM, ha una sua cultura e tradizioni differenti. Yap è conosciuta per la presenza delle Rai stones (monete di pietra), grandi dischi in calcite del diametro di quattro metri, con un buco al centro. Questi macigni sono tuttora delle 'monete', ovvero hanno un valore economico e sono esposte davanti alle abitazioni di ogni clan come simbolo di ricchezza; il loro valore dipende dalle dimensioni e dalla storia. Ci sono cinque tipi di Rai: Mmbul, Gaw, Ray, Yar e Reng.

### Gastronomia
I principali cibi base dell'alimentazione sono: taro, igname, albero del pane, patate dolce e noce di cocco. Come fonti di proteine vengono consumati pesce, granchi, molluschi e maiale.

### Festività
Le festività degli SFM sono cinque. Ogni Stato federato, a sua volta ha altre festività ufficiali.
| Festa       | Nome                       | Note                                                                                  |
| ----------- | -------------------------- | ------------------------------------------------------------------------------------- |
| 1º gennaio  | Anno nuovo                 |                                                                                       |
| 10 maggio   | Giorno degli SFM           | Constitution Day: è l'anniversario della Costituzione della federazione, datata 1979. |
| 24 ottobre  | Giorno delle Nazioni Unite |                                                                                       |
| 3 novembre  | Giorno dell'indipendenza   | Anniversario della fine del protettorato britannico.                                  |
| 25 dicembre | Natale                     |                                                                                       |